# Swedish-Finn Historical Society
The Swedish-Finn Historical Society (förkortat: SFHS), är en amerikafinlandssvensk förening med huvudsäte i Seattle, Washington, USA. Föreningens arkiv och bibliotek finns på adressen 1920 Dexter Ave. N,Seattle, Washington 98109 . 
Föreningens mål är såsom dess "mission statement" säger: "To gather and preserve the emigration history of Swedish Finns across the world; connect Swedish Finns to their roots in Finland; and celebrate our cultural heritage.", det vill säga "Att samla och bevara finlandssvenskarnas emigrationshistoria, återknyta ättlingar till finlandssvenskar till sina rötter i Finland samt vinnlägga sig om det kulturella arvet".
Föreningen upprätthåller arkiv samt ett bibliotek med material om finlandssvensk kultur, historia och traditioner och upplåter materialet för bland annat forsknings- och dylikt ändamål. Föreningen publicerar The SFHS Quarterly samt upprätthåller en webbplats, Finlander. Föreningen upprätthåller likaså ett diskussionsforum med samma namn, Finlander  - en mycket använd diskussionskanal för personer som söker sina rötter i Finland eller sina emigrantsläktingar. Genealogidatabasen Talko är en bra resurs för intresserade av finlandssvensk släktforskning. Databasen innehöll år 2019 över 2 miljoner individer/släktträd men är öppen endast för medlemmar vilka samtidigt deponerar sin släktforskning i databasen. Både Finlander och Talko är kostnadsfria tjänster på Internet och upprätthålls på frivillig basis. 
Föreningen hjälper sina medlemmar med genealogisk information, deltar och arrangerar kulturella evenemang. Föreningen inbjuder ävenledes personer intresserade av finlandssvensk kultur och traditioner att bli medlemmar.